# Соло, Хоуп
Хоуп Амелия Соло (англ. Hope Amelia Solo; род. 30 июля 1981[…], Ричленд, Вашингтон) — американская футболистка, бывший вратарь женской сборной США. Олимпийская чемпионка 2008 и 2012 годов, чемпионка мира 2015 года.

## Биография

### Ранние годы
Хоуп Соло родилась в городе Ричленд, штат Вашингтон. В детстве она занималась разными видами спорта, включая баскетбол, сноуборд, пляжный волейбол и футбол. Соло играла за футбольную команду старшей школы Ричленда на позиции форварда, за это время забила 109 голов и помогла команде выиграть чемпионат штата в 1999 году. Дважды журнал Parade включал Соло в символическую сборную лучших футболисток среди школьниц.
После школы Соло поступила в Вашингтонский университет, была вратарём университетской футбольной команды. Четыре раза включалась в символическую сборную конференции All-Pac-10 и три раза включалась в символическую сборную США среди студенток по версии национальной ассоциации футбольных тренеров.

### Клубная карьера
В 2003 году Соло была выбрана на драфте WUSA (Женская объединённая футбольная ассоциация) клубом «Филадельфия Чардж» и успела отыграть за него один сезон, по окончании которого лига прекратила своё существование. В 2004 году Соло переехала в Европу, по сезону отыграла за шведский «Коппарсбергс/Гётеборг» и французский «Лион».
В сентябре 2008 года Соло была выбрана на драфте новой американской профессиональной женской лиги WPS клубом «Сент-Луис Атлетика». Сезон 2009 года начался для неё неудачно, с 6 пропущенных голов в первых 4 играх чемпионата, однако затем она набрала форму, пропустив лишь 8 голов в оставшихся 13 матчах, причём Соло провела 8 «сухих» матчей. В августе Хоуп приняла участие в Матче всех звёзд WPS против шведского клуба «Умео» и сохранила свои ворота нетронутыми. По итогам сезона она была признана лучшим вратарём лиги и лучшей футболисткой года по версии футбольной федерации США.
В мае 2010 года «Сент-Луис Атлетика» прекратил своё существование, и Хоуп перешла в другой клуб WPS, «Атланта Бит». 30 июня 2010 года она приняла участие в Матче всех звёзд WPS, в котором играла за команду Эбби Вамбах. В сентябре, после окончания сезона, Соло перенесла операцию на правом плече, после которой длительное время восстанавливалась.
В 2011 году Соло подписала контракт с клубом WPS «МэджикДжек» из Флориды.

### Карьера в сборной
Соло играла за молодёжные (до 16 и до 18 лет) сборные США с 1996—1999 годах, в 2000—2002 годах выступала за сборную до 21 года. В национальной сборной США она дебютировала 5 апреля 2000 года в матче против Исландии. В 2004 году Соло тренировалась с олимпийской сборной США, однако в итоговую заявку на афинский турнир не попала. В 2005 году она стала основным вратарём сборной.
В 2007 году Соло провела за сборную 15 матчей, девять из которых отстояла «на ноль». Она начала чемпионат мира 2007 года в качестве основного вратаря и сыграла первые четыре игры турнира, однако на полуфинальный матч против бразильянок тренер сборной США Грег Райан оставил Хоуп в запасе, поставив на игру 36-летнюю Брайану Скарри, не имевшую игровой практики три месяца. Американки проиграли матч со счётом 4:0, и после игры Соло подвергла жёсткой критике решение тренера не поставить её на матч. В итоге она была исключена из состава сборной, не приняла участие в матче за третье место, не присутствовала на церемонии вручения бронзовых медалей чемпионата и пропустила турне сборной после чемпионата. Капитан сборной, Кристин Лилли, заявила, что решение об исключении Соло из состава принималось на собрании команды.
В 2008 году сборную США возглавила Пиа Сундхаге, которая вернула Соло в основной состав. На олимпийском турнире в Пекине Соло была основным вратарём и помогла американкам победить в финальном матче сборную Бразилии, отстояв свои ворота «сухими» и отразив несколько опасных ударов.
В мае 2011 года Соло была включена в заявку американской сборной на чемпионат мира. Она была основным вратарём сборной США на турнире и помогла дойти команде до финала, где американки проиграли в серии пенальти сборной Японии. По итогам турнира Соло была признана лучшим вратарём, получила «Бронзовый мяч» и была включена в символическую сборную чемпионата.

## Прочая деятельность
Хоуп Соло приняла участие в тринадцатом сезоне популярного телешоу канала ABC «Танцы со звёздами». Её партнёром стал профессиональный танцор и хореограф Максим Чмерковский.

## Личная жизнь
12 ноября 2012 года вышла замуж за Джерреми Стивенса, с которым встречалась три месяца. У супругов есть дети-близнецы: сын Витторио Генгиз Стивенс и дочь Лозен Орианна Джудит Стивенс (род. 4 марта 2020). До рождения детей Соло также была беременна близнецами, но в феврале 2018 года у неё случился выкидыш.